# Кубок Ізраїлю з футболу
Кубок Ізраїлю з футболу (Кубок Держави, івр. גביע המדינה, Гвіа-га-Медіна) — друге за значенням футбольне змагання, що проводиться в Ізраїлі.

## Історія
Вперше кубковий турнір у Ізраїлі відбувся у 1922 році, коли відбулася футбольна першість за участі британських військових. До 1927 року такі змагання відбувалися щорічно. У 1922 році володарем кубка стала Ланкаширська бригада з Хайфи, наступні п'ять змагань (1923 — 1927) виграла команда Королівських повітряних сил з Рамалли. Всі ці турніри не визнаються Ізраїльською футбольною асоціацією.
Паралельно у 1923-1927 роках проходив неофіційний кубок «Маген-Шімшон», до якого допускалися лише команди Маккабі. У 1923 та 1924 роках змагання виграла команда «Маккабі» з міста Нес-Ціона, у 1925 та 1926 — тель-авівський «Маккабі», у 1927 — «Маккабі» (Хайфа).
Перший кубок Ізраїлю з футболу був розіграний ще до заснування держави Ізраїль у 1928 році, тоді це був Кубок Палестини, який проводила Палестинська футбольна асоціація. Кубок відбувався щорічно, крім 1931 та 1936 років. Під час Другої світової війни змагання не припинялися, проте Ізраїльська футбольна асоціація визнає лише кубки до 1942 року. Так звані «Військові кубки» 1943 та 1944/45 років не визнаються: кубок 1943 не визнається попри те, що британській команді Королівської артилерії «Ґаннерс» Палестинська футбольна асоціація офіційно вручила кубок, а змагання 1944/45 років не визнаються через їх бойкот з боку команд Бейтар.
Після здобуття Ізраїлем незалежності у 1948 році змагання були перейменовані на Кубок Держави, проведенням якого стала опікуватися Ізраїльська футбольна асоціація. Протягом перших десяти років змагання проводилися з перервами, з 1962 року Кубок Держави проводиться щорічно.
У 1958 та 1973 роках відбувалися ювілейні турніри на честь десяти- та двадцятип'ятиріччя незалежності Ізраїлю. Ці змагання проводилися окремо для кожної ліги, відповідно, було два переможці — від Ліги Леуміт (тоді найвищий рівень) та Першої Ліги (нижчий рівень):
- 1958, Кубок Десятиріччя Незалежності:
  - «Хапоель» Хайфа 2 - 0 «Хапоель» Єрусалим (Ліга Леуміт)
  - «Хапоель» Тверія 7 - 1 «Хапоель» Беер-Шева (Перша Ліга)
- 1973, Кубок 25-річчя Незалежності:
  - «Маккабі» Петах-Тіква  1 - 1, 4 - 2 (пен.) «Маккабі» Хайфа  (Ліга Леуміт)
  - «Хапоель» Єгуд 2 - 0 «Хапоель» Рамат-Ган (Перша Ліга)

У змаганнях домінують команди з Тель-Авіва «Маккабі» та «Хапоель» Тель-Авів, які разом виграли 35 турнірів з 71. У 2003 році вперше перемогу здобув клуб не з Вищої ліги — «Хапоель» Рамат-Ган. Єдиною арабською командою, яка вигравала Кубок Держави, є «Бней» Сахнін, яка здобула перемогу у 2004 році.

## Формат
У змаганнях беруть участь клуби з усіх ліг Чемпіонату Ізраїлю. Кубок проходить у дев'ять попередніх етапів, за якими йдуть чвертьфінали, півфінали та фінал.
Напередодні кожного етапу відбувається сліпий жереб, який проводять представники Ізраїльської футбольної асоціації. Команди не поділяються на сіяні та несіяні, господар поля також визначається жеребкуванням.
Всі матчі проходять в один день, матчів-відповідей не передбачено: в разі нічиєї призначається додатковий час, якщо рахунок залишається нічийним, то переможець визначається у серії пенальті (до 1964 року замість цього призначалися перегравання).
У перших трьох раундах стартують команди з четвертої за силою ліги Бет та п'ятої за силою ліги Гімель. Після четвертого раунду ці команди проходять одразу до шостого. У п'ятому раунді стартують команди з Ліги Алеф (третій рівень). Змагання в перших п'яти раундах відбуваються за лігами, тобто в кожній парі зустрічаються команди з однієї ліги. В сьомому раунді в змагання вступають команди другою за силою Ліги Леуміт, у восьмому — команди з Прем'єр-ліги.
Півфінали та фінали традиційно відбуваються у вівторок або середу на національному стадіоні «Рамат-Ган». Обидва півфінальні матчі проходять в один день під час заходу, який відомий як «подвійне шоу». Трибуни поділяються на чотири частини для вболівальників всіх учасників півфіналів, і квитки дійсні на обидва матчі вечора. «Апогеєм» вечора є найцікавіший з півфінальних матчів. Фінальний матч проходить на тому ж стадіоні і завершується тим, що команда-переможець отримує кубок з рук президента.

## Фінали Кубка Ізраїлю

### 1928—1947: Кубок Палестини
| Сезон   | Переможець                                         | Рахунок                     | Фіналіст                         |
| 1928    | «Хапоель» Тель-Авів та «Маккабі-Гасмонея» Єрусалим | розділено                   | -                                |
| 1929    | «Маккабі» Тель-Авів                                | 4 - 0                       | «Маккабі-Гасмонея» Єрусалим      |
| 1930    | «Маккабі» Тель-Авів                                | 2 - 1                       | 48-й батальйон Британської армії |
| 1931    | Не проводився                                      | Не проводився               | Не проводився                    |
| 1932    | Британська поліція                                 | 3 - 0                       | «Хапоель» Хайфа                  |
| 1933    | «Маккабі» Тель-Авів                                | 1 - 0                       | «Хапоель» Тель-Авів              |
| 1934    | «Хапоель» Тель-Авів                                | 3 - 2                       | «Маккабі» Тель-Авів              |
| 1935    | «Маккабі» Петах-Тіква                              | 1 - 0                       | «Хакоа» Тель-Авів                |
| 1936    | Не проводився                                      | Не проводився               | Не проводився                    |
| 1937    | «Хапоель» Тель-Авів                                | 3 - 0                       | «Хапоель Дром» Тель-Авів         |
| 1938    | «Хапоель» Тель-Авів                                | 2 - 1                       | «Маккабі» Тель-Авів              |
| 1939    | «Хапоель» Тель-Авів                                | 2 - 1                       | «Маккабі» Петах-Тіква            |
| 1940    | «Бейтар» Тель-Авів                                 | 3 - 1                       | «Маккабі» Тель-Авів              |
| 1941    | «Маккабі» Тель-Авів                                | 2 - 1                       | «Хапоель» Тель-Авів              |
| 1942    | «Бейтар» Тель-Авів                                 | 12 - 1                      | «Маккабі» Хайфа                  |
| 1943    | «Ґаннерс»                                          | 1 - 0                       | «Хапоель» Єрусалим               |
| 1944/45 | «Хапоель» Тель-Авів                                | 1 - 0                       | «Хапоель» Петах-Тіква            |
| 1946    | «Маккабі» Тель-Авів                                | 0 - 0, 3 - 1 (перегравання) | «Хапоель» Рішон-ле-Ціон          |
| 1947    | «Маккабі» Тель-Авів                                | 3 - 0                       | «Бейтар» Тель-Авів               |

### 1948—дотепер: Кубок Держави
| Сезон   | Переможець                | Рахунок                                          | Фіналіст                           |
| 1948-49 | Не проводився             | Не проводився                                    | Не проводився                      |
| 1949-51 | Не завершений             | Не завершений                                    | Не завершений                      |
| 1951-52 | «Маккабі» Петах-Тіква     | 1 - 0                                            | «Маккабі» Тель-Авів                |
| 1952-53 | Не проводився             | Не проводився                                    | Не проводився                      |
| 1953-54 | «Маккабі» Тель-Авів       | 4 - 0                                            | «Маккабі» Нетанія                  |
| 1954-55 | «Маккабі» Тель-Авів       | 3 - 1                                            | «Хапоель» Петах-Тіква              |
| 1955-56 | Не проводився             | Не проводився                                    | Не проводився                      |
| 1956-57 | «Хапоель» Петах-Тіква     | 2 - 1                                            | «Маккабі» Яффа                     |
| 1957-58 | «Маккабі» Тель-Авів       | 2 - 0                                            | «Хапоель» Хайфа                    |
| 1958-59 | «Маккабі» Тель-Авів       | 4 - 3                                            | «Хапоель» Петах-Тіква              |
| 1959-60 | «Хапоель» Тель-Авів       | 2 - 1                                            | «Хапоель» Петах-Тіква              |
| 1960-61 | Не проводився             | Не проводився                                    | Не проводився                      |
| 1961-62 | «Маккабі» Хайфа           | 0 - 0 (д.ч.), 5 - 2 (перегравання)               | «Маккабі» Тель-Авів                |
| 1962-63 | «Хапоель» Хайфа           | 1 - 0                                            | «Маккабі» Хайфа                    |
| 1963-64 | «Маккабі» Тель-Авів       | 1 - 1 (д.ч.), 1 - 1 (д.ч.), 2 - 1 (перегравання) | «Хапоель» Хайфа                    |
| 1964-65 | «Маккабі» Тель-Авів       | 2 - 1                                            | «Бней-Єгуда» Тель-Авів             |
| 1965-66 | «Хапоель» Хайфа           | 2 - 1                                            | «Шімшон» Тель-Авів                 |
| 1966-67 | «Маккабі» Тель-Авів       | 2 - 1                                            | «Хапоель» Тель-Авів                |
| 1967-68 | «Бней-Єгуда» Тель-Авів    | 1 - 0                                            | «Хапоель» Петах-Тіква              |
| 1968-69 | «Хакоа-Маккабі» Рамат-Ган | 1 - 0                                            | «Маккабі Шараїм» (Реховот)         |
| 1969-70 | «Маккабі» Тель-Авів       | 2 - 1                                            | «Маккабі» Нетанія                  |
| 1970-71 | «Хакоа-Маккабі» Рамат-Ган | 2 - 1                                            | «Маккабі» Хайфа                    |
| 1971-72 | «Хапоель» Тель-Авів       | 1 - 0                                            | «Хапоель» Єрусалим                 |
| 1972-73 | «Хапоель» Єрусалим        | 2 - 0                                            | «Хакоа-Маккабі» Рамат-Ган          |
| 1973-74 | «Хапоель» Хайфа           | 1 - 0 (д.ч.)                                     | «Хапоель» Петах-Тіква              |
| 1974-75 | «Хапоель» Кфар-Саба       | 3 - 1                                            | «Бейтар» Єрусалим                  |
| 1975-76 | «Бейтар» Єрусалим         | 2 - 1                                            | «Маккабі» Тель-Авів                |
| 1976-77 | «Маккабі» Тель-Авів       | 1 - 0                                            | «Бейтар» Тель-Авів                 |
| 1977-78 | «Маккабі» Нетанія         | 2 - 1                                            | «Бней-Єгуда» Тель-Авів             |
| 1978-79 | «Бейтар» Єрусалим         | 2 - 1                                            | «Маккабі» Тель-Авів                |
| 1979-80 | «Хапоель» Кфар-Саба       | 4 - 1                                            | «Маккабі Рамат-Амідар» (Рамат-Ган) |
| 1980-81 | «Бней-Єгуда» Тель-Авів    | 2 - 2 (д.ч.), 4 - 3 (пен.)                       | «Хапоель» Тель-Авів                |
| 1981-82 | «Хапоель» Єгуд            | 1 - 0                                            | «Хапоель» Тель-Авів                |
| 1982-83 | «Хапоель» Тель-Авів       | 3 - 2                                            | «Маккабі» Тель-Авів                |
| 1983-84 | «Хапоель» Лод             | 0 - 0 (д.ч.), 3 - 2 (пен.)                       | «Хапоель» Беер-Шева                |
| 1984-85 | «Бейтар» Єрусалим         | 1 - 0                                            | «Маккабі» Хайфа                    |
| 1985-86 | «Бейтар» Єрусалим         | 2 - 1                                            | «Шімшон» Тель-Авів                 |
| 1986-87 | «Маккабі» Тель-Авів       | 3 - 3 (д.ч.), 4 - 3 (пен.)                       | «Маккабі» Хайфа                    |
| 1987-88 | «Маккабі» Тель-Авів       | 2 - 1                                            | «Хапоель» Тель-Авів                |
| 1988-89 | «Бейтар» Єрусалим         | 3 - 3 (д.ч.), 4 - 3 (пен.)                       | «Маккабі» Хайфа                    |
| 1989-90 | «Хапоель» Кфар-Саба       | 1 - 0 (д.ч.)                                     | «Шімшон» Тель-Авів                 |
| 1990-91 | «Маккабі» Хайфа           | 3 - 1                                            | «Хапоель» Петах-Тіква              |
| 1991-92 | «Хапоель» Петах-Тіква     | 3 - 1 (д.ч.)                                     | «Маккабі» Тель-Авів                |
| 1992-93 | «Маккабі» Хайфа           | 1 - 0                                            | «Маккабі» Тель-Авів                |
| 1993-94 | «Маккабі» Тель-Авів       | 2 - 0                                            | «Хапоель» Тель-Авів                |
| 1994-95 | «Маккабі» Хайфа           | 2 - 0                                            | «Хапоель» Хайфа                    |
| 1995-96 | «Маккабі» Тель-Авів       | 4 - 1                                            | «Хапоель-Іроні» Рішон-ле-Ціон      |
| 1996-97 | «Хапоель» Беер-Шева       | 1 - 0                                            | «Маккабі» Тель-Авів                |
| 1997-98 | «Маккабі» Хайфа           | 2 - 0 (д.ч.)                                     | «Хапоель» Єрусалим                 |
| 1998-99 | «Хапоель» Тель-Авів       | 1 - 1 (д.ч.), 3 - 1 (пен.)                       | «Бейтар» Єрусалим                  |
| 1999-00 | «Хапоель» Тель-Авів       | 2 - 2 (д.ч.), 4 - 2 (пен.)                       | «Бейтар» Єрусалим                  |
| 2000-01 | «Маккабі» Тель-Авів       | 3 - 0                                            | «Маккабі» Петах-Тіква              |
| 2001-02 | «Маккабі» Тель-Авів       | 0 - 0 (д.ч.), 5 - 4 (пен.)                       | «Маккабі» Хайфа                    |
| 2002-03 | «Хапоель» Рамат-Ган       | 1 - 1 (д.ч.), 5 - 4 (пен.)                       | «Хапоель» Беер-Шева                |
| 2003-04 | «Бней» Сахнін             | 4 - 1                                            | «Хапоель» Хайфа                    |
| 2004-05 | «Маккабі» Тель-Авів       | 2 - 2 (д.ч.), 5 - 3 (пен.)                       | «Маккабі» Герцлія                  |
| 2005-06 | «Хапоель» Тель-Авів       | 1 - 0                                            | «Бней-Єгуда» Тель-Авів             |
| 2006-07 | «Хапоель» Тель-Авів       | 1 - 1 (д.ч.), 5 - 4 (пен.)                       | «Хапоель» Ашкелон                  |
| 2007-08 | «Бейтар» Єрусалим         | 0 - 0 (д.ч.), 5 - 4 (пен.)                       | «Хапоель» Тель-Авів                |
| 2008-09 | «Бейтар» Єрусалим         | 2 - 1                                            | «Маккабі» Хайфа                    |
| 2009-10 | «Хапоель» Тель-Авів       | 3 - 1                                            | «Бней-Єгуда» Тель-Авів             |
| 2010-11 | «Хапоель» Тель-Авів       | 1 - 0                                            | «Маккабі» Хайфа                    |
| 2011-12 | «Хапоель» Тель-Авів       | 2 - 1                                            | «Маккабі» Хайфа                    |
| 2012-13 | «Хапоель» Рамат-Ган       | 1 - 1 (пен. 4 - 2)                               | «Хапоель» Кір'ят-Шмона             |
| 2013-14 | «Хапоель» Кір'ят-Шмона    | 1 - 0 (д.ч.)                                     | «Маккабі» Нетанія                  |
| 2014-15 | «Маккабі» Тель-Авів       | 6 - 2                                            | «Хапоель» Беер-Шева                |
| 2015-16 | «Маккабі» Хайфа           | 1 - 0                                            | «Маккабі» Тель-Авів                |
| 2016-17 | «Бней-Єгуда»              | 0 - 0 (д.ч.), (пен. 4 - 3)                       | «Маккабі» Тель-Авів                |
| 2017-18 | «Хапоель» (Хайфа)         | 3 - 1 (д.ч.)                                     | «Бейтар» Єрусалим                  |
| 2018-19 | «Бней-Єгуда»              | 1 - 1 (д.ч.), (пен. 5 - 4)                       | «Маккабі» Нетанья                  |
| 2019-20 | «Хапоель» Беер-Шева       | 2 - 0                                            | «Маккабі» Петах-Тіква              |
| 2020-21 | «Маккабі» Тель-Авів       | 2 - 1 (д.ч.)                                     | «Хапоель» Тель-Авів                |
| 2021-22 | «Хапоель» Беер-Шева       | 2 - 2 (д.ч.), (пен. 3 - 1)                       | «Маккабі» Хайфа                    |
| 2022-23 | «Бейтар» Єрусалим         | 3 - 0                                            | «Маккабі» Нетанья                  |
| 2023-24 | «Маккабі» Петах-Тіква     | 1 - 0                                            | «Хапоель» Беер-Шева                |
| 2023-24 | «Хапоель» Беер-Шева       | 2 - 0                                            | «Бейтар» Єрусалим                  |

## Зведена таблиця за клубами
Разом перемог і участей у фінальних матчах. Враховані лише турніри, визнані Ізраїльською футбольною асоціацією.
| Клуб                               | Перемоги | Фінали | Роки перемог | Роки участей у фіналах                                                       |
| «Маккабі» Тель-Авів                | 24       | 13     | 1929, 1930, 1933, 1941, 1946, 1947, 1954, 1955, 1958, 1959, 1964, 1965, 1967, 1970, 1977, 1987, 1988, 1994, 1996, 2001, 2002, 2005, 2015, 2021 | 1934, 1938, 1940, 1952, 1962, 1976, 1979, 1983, 1992, 1993, 1997, 2016, 2017 |
| «Хапоель» Тель-Авів                | 15       | 9      | 1928, 1934, 1937, 1938, 1939, 1960, 1972, 1983, 1999, 2000, 2006, 2007, 2010, 2011, 2012                                                       | 1933, 1941, 1967, 1981, 1982, 1988, 1994, 2008, 2021                         |
| «Бейтар» Єрусалим                  | 8        | 5      | 1976, 1979, 1985, 1986, 1989, 2008, 2009, 2023                                                                                                 | 1975, 1999, 2000, 2018, 2025                                                 |
| «Маккабі» Хайфа                    | 6        | 11     | 1962, 1991, 1993, 1995, 1998, 2016 | 1942, 1963, 1971, 1985, 1987, 1989, 2002, 2009, 2011, 2012, 2022             |
| «Хапоель» Хайфа                    | 4        | 5      | 1963, 1966, 1974, 2018 | 1932, 1958, 1964, 1995, 2004                                                 |
| «Бней-Єгуда» Тель-Авів             | 4        | 4      | 1968, 1981, 2017, 2019 | 1965, 1978, 2006, 2010                                                       |
| «Хапоель» Беер-Шева                | 4        | 4      | 1997, 2020, 2022, 2025 | 1984, 2003, 2015, 2024                                                       |
| «Маккабі» Петах-Тіква              | 3        | 3      | 1935, 1952, 2024 | 1939, 2001, 2020                                                             |
| «Хапоель» Кфар-Саба                | 3        | -      | 1975, 1980, 1990 | -                                                                            |
| «Хапоель» Петах-Тіква              | 2        | 6      | 1957, 1992 | 1955, 1959, 1960, 1968, 1974, 1991                                           |
| «Бейтар» Тель-Авів                 | 2        | 2      | 1940, 1942 | 1947, 1977                                                                   |
| «Хакоа-Амідар» Рамат-Ган           | 2        | 1      | 1969, 1971 | 1973                                                                         |
| «Хапоель» Рамат-Ган                | 2        | -      | 2003, 2013 | -                                                                            |
| «Маккабі» Нетанія                  | 1        | 5      | 1978 | 1954, 1970, 2014, 2019, 2023                                                 |
| «Хапоель» Єрусалим                 | 1        | 2      | 1973 | 1972, 1998                                                                   |
| «Хапоель» Кір'ят-Шмона             | 1        | 1      | 2014 | 2013                                                                         |
| «Маккабі-Гасмонея» Єрусалим        | 1        | 1      | 1928 | 1929                                                                         |
| «Бней» Сахнін                      | 1        | -      | 2004 | -                                                                            |
| Британська поліція                 | 1        | -      | 1932 | -                                                                            |
| «Хапоель» Єгуд                     | 1        | -      | 1982 | -                                                                            |
| «Хапоель» Лод                      | 1        | -      | 1984 | -                                                                            |
| «Шімшон» Тель-Авів                 | -        | 3      | - | 1966, 1986, 1990                                                             |
| «Хапоель-Іроні» Рішон-ле-Ціон      | -        | 2      | - | 1946, 1996                                                                   |
| 48-й батальйон Британської армії   | -        | 1      | - | 1930                                                                         |
| «Маккабі» Герцлія                  | -        | 1      | - | 2005                                                                         |
| «Маккабі Рамат-Амідар» (Рамат-Ган) | -        | 1      | - | 1980                                                                         |
| «Маккабі Шараїм» (Реховот)         | -        | 1      | - | 1969                                                                         |
| «Маккабі» Яффа                     | -        | 1      | - | 1957                                                                         |
| «Хакоа» Тель-Авів                  | -        | 1      | - | 1935                                                                         |
| «Хапоель» Ашкелон                  | -        | 1      | - | 2007                                                                         |
| «Хапоель Дром» Тель-Авів           | -        | 1      | - | 1937                                                                         |

## Зведена таблиця за містами
Загалом кубком Ізраїлю з футболу володів 21 клуб, з 12 міст країни.
| Місто        | Кількість перемог | Клуби                                                          |
| ------------ | ----------------- | -------------------------------------------------------------- |
| Тель-Авів    | 43                | «Маккабі» (23), «Хапоель» (15), «Бейтар» (2), «Бней-Єгуда» (3) |
| Хайфа        | 10                | «Маккабі» (6), «Хапоель» (4)                                   |
| Єрусалим     | 10                | «Бейтар» (8), «Хапоель» (1), «Маккабі-Гасмонея» (1)            |
| Петах-Тіква  | 4                 | «Хапоель» (2), «Маккабі» (2)                                   |
| Рамат-Ган    | 4                 | «Хакоа-Амідар» (2), «Хапоель» (2)                              |
| Кфар-Саба    | 3                 | «Хапоель» (3)                                                  |
| Беер-Шева    | 4                 | «Хапоель» (4)                                                  |
| Єгуд         | 1                 | «Хапоель» (1)                                                  |
| Лод          | 1                 | «Хапоель» (1)                                                  |
| Нетанія      | 1                 | «Маккабі» (1) Кір'ят-Шмона                                     |
| Сахнін       | 1                 | «Бней» (1)                                                     |
| Кір'ят-Шмона | 1                 | «Хапоель» (1)                                                  |
| -            | 1                 | Британська поліція (1)                                         |